# Rabaçal (Mêda)
Rabaçal ist eine Gemeinde (Freguesia) im portugiesischen Kreis Mêda. In ihr leben 220 Einwohner (Stand 19. April 2021).